# Ambrosius Aurelianus

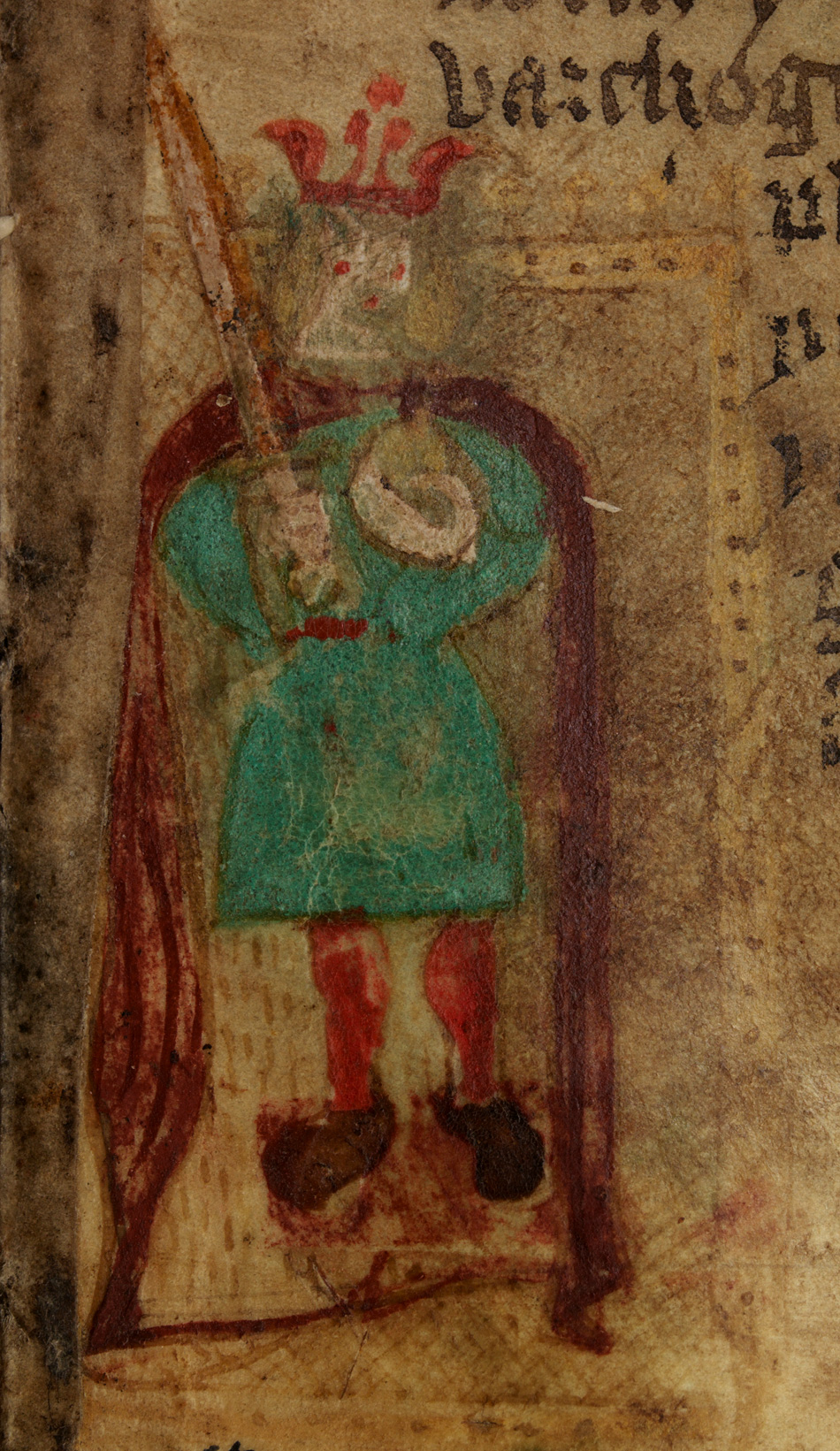
Ilustracja przedstawiająca Ambrosiusa Aurelianusa z piętnastowiecznego wydania dzieła Historia Regnum Britanniae Geoffreya z Monmouth

Ambrosius Aurelianus (wal. Emrys Wledig) – wódz wojenny Brytów, który miał wygrać ważną bitwę przeciwko Anglosasom w V wieku. Począwszy od IX wieku Ambrosius Aurelianus stał się częścią legend arturiańskich, gdzie pojawia się jako wuj Króla Artura, oraz brat Uthera Pendragona, a także poprzednik ich obydwu na tronie Brytanii.

## De Excidio et Conquestu Britanniae

### Opis Ambrosiusa Aurelianusa
Ambrosius Aurelianus jest jedną z kilku osób wymienionych z imienia, oraz jedyną pochodzącą z V wieku, w dziele zatytułowanym De Excidio et Conquestu Britanniae autorstwa mnicha Gildasa Mędrca. Po niszczącej inwazji plemion germańskich z Półwyspu Jutlandzkiego, czyli Anglów, Sasów i Jutów, przetrwali Brytowie zebrali się pod przywództwem Ambrosiusa, który został opisany jako: 

...mąż, który być może jako jedyny spośród Rzymian przetrwał wstrząs spowodowany "burzą". [Gildas zapewne ma tu na myśli najazd barbarzyńców] Z pewnością jego rodzice, "noszący purpurę" zostali przez nią zabici. Jego potomkowie w naszych czasach są znacznie gorsi od doskonałego ich dziadka.

### Krytyka źródła
Ambrosius Aurelianus pochodził z arystokracji i posiadał rzymskich przodków. Był przypuszczalnie rzymskim Brytem i raczej nie pochodził z innej części Cesarstwa zachodniorzymskiego, choć co do tego nie ma pewności. Prawdopodobnie był chrześcijaninem, ponieważ Gildas pisał, że Ambrosius wygrał swoją bitwę "z bożą pomocą". Według Gildasa Ambrosius zorganizował tych Brytów, którzy przetrwali najazd i utworzył z nich armię. Odniósł z nią pierwsze militarne zwycięstwo nad Anglosasami. Nie było ono jednak decydujące, ponieważ później walki toczyły się ze zmiennym szczęściem. Jedną z bardziej problematycznych kwestii jest ustęp dotyczący purpury. Wiadomo, że rzymscy cesarze i mężczyźni z klasy senatorskiej nosili ubrania z purpurową wstęgą, aby podkreślić swoje pochodzenie, co stanowiło odniesienie do arystokratycznego dziedzictwa. Także wojskowi trybuni nosili podobną szarfę, dlatego fragment z dzieła Gildasa może być odniesieniem do przywództwa wojskowego rodziny Ambrosiusa w przeszłości. Zastanawiające jest słowo avita użyte przez Gildasa. Może ono oznaczać przodka, lub dziadka w znaczeniu bardziej szczegółowym, co mogłoby wskazywać, że Ambrosius żył pokolenie przed bitwą pod Mons Badonicus.

## Historia ecclesiastica gentis Anglorum
Beda Czcigodny pisząc o Ambrosiusie w swoim Historia ecclesiastica gentis Anglorum opierał się, podobnie jak i wszyscy późniejsi kronikarze na relacji Gildasa. Beda datował zwycięstwo wodza Brytów nad Anglosasami na okres panowania cesarza bizantyńskiego, Zenona Izauryjczyka, który panował w latach 474 – 491.

## Historia Brittorum
Nenniusz w Historia Brittonum przytoczył fikcyjną opowieść o Ambrosiusie Aurelianusie, Vortigernie i dwóch smokach spod Dinas Emrys, czyli "twierdzy Ambrosiusa" w rozdziałach 40 – 42. Opowieść ta została rozbudowana przez Geoffreya z Monmoth w jego pseudohistorycznym dziele pod tytułem Historia Regnum Britanniae.

## Historia Regnum Britanniae
W przeciwieństwie do Nenniusza, Geoffrey nazwał wodza Brytów Aurelius Ambrosius i wprowadził go do narracji swojego wyimaginowanego dzieła jako jednego z trzech synów Konstantyna III, obok Konstansa II i Uthera Pendragona. Gdy Konstans został zamordowany przez Vortigerna, dwaj młodsi bracia byli bardzo młodzi i udali się na wygnanie do Bretanii. Później, gdy władza Vortigerna osłabła, bracia powrócili do Brytanii na czele potężnej armii. Stali się także przyjaciółmi czarodzieja Merlina. Następnie w dwóch bitwach Uther Pendragon i Ambrosius Aurelianus mieli pokonać Hengesta. Według Geoffreya, Ambrosius po egzekucji Hengesta staje się królem Brytanii, jednak zostaje otruty przez swoich wrogów. Następcą na tronie miał być Uther.